# Špik
Špik ist ein 2472 m hoher Berg in der Oberkrain in den Julischen Alpen in Slowenien. Der Berg erhielt seinen Namen (špik = Spitze) aufgrund seiner markanten Gestalt.
Der Berg liegt im Nationalpark Triglav, der im höchsten Berg Sloweniens kulminiert, dem Triglav (2864 m). Die Stadt Kranjska Gora befindet sich unweit im Nordwesten. 

## Wege und Routen
Von Westen und von Süden führen jeweils markierte Wege auf den Gipfel.
Der Špik hat eine markante, 900 Meter hohe Nordwand, an der sich Angelo Dibona 1925 erstmals versuchte, aber in der Mitte der Wand ausqueren musste. Die erste Durchsteigung der „Direkten Nordwand“ gelang Mira-Marko Debelakova und S. Tomišek 1926 (V, A0).